# Championnat de Chypre de football 1959-1960
Navigation
Saison précédente Saison suivante
La saison 1959-1960 du Championnat de Chypre de football était la 22e édition officielle du championnat de première division à Chypre. Les onze meilleurs clubs du pays se retrouvent au sein d'une poule unique, la Cypriot First Division, où ils s'affrontent deux fois, à domicile et à l'extérieur. Pour permettre le passage de 11 à 13 clubs, il n'y a pas de relégation et deux clubs sont promus de D2 en fin de saison.
L'Anorthosis Famagouste, double tenant du titre, remporte le 4e titre de son histoire en terminant en tête du championnat, devant l'Omonia Nicosie et l'APOEL Nicosie. Initialement relégué en fin de saison lors de l'édition 1957-1958, le club de l'Olympiakos Nicosie est autorisé à participer cette saison en première division.

## Les 11 clubs participants
| - APOEL Nicosie - AEL Limassol - Olympiakos Nicosie - Omonia Nicosie - Aris Limassol - EPA Larnaca | - Pezoporikos Larnaca - Anorthosis Famagouste - Nea Salamina - Apollon Limassol - Orfeas Nicosie - Promu de D2 |

## Compétition

### Classement
Le barème utilisé pour établir le classement est le suivant :
- Victoire : 2 points
- Match nul : 1 point
- Défaite : 0 point

| Rang | Équipe                  | Pts | J  | G  | N  | P  | Bp | Bc | Diff |
| ---- | ----------------------- | --- | -- | -- | -- | -- | -- | -- | ---- |
| 1    | Anorthosis Famagouste T | 30  | 20 | 13 | 4  | 3  | 53 | 23 | +30  |
| 2    | Omonia Nicosie          | 29  | 20 | 13 | 3  | 4  | 40 | 20 | +20  |
| 3    | APOEL Nicosie           | 23  | 20 | 8  | 7  | 5  | 35 | 22 | +13  |
| 4    | Pezoporikos Larnaca     | 22  | 20 | 9  | 4  | 7  | 40 | 35 | +5   |
| 5    | AEL Limassol            | 22  | 20 | 6  | 10 | 4  | 36 | 36 | 0    |
| 6    | Nea Salamina            | 20  | 20 | 8  | 4  | 8  | 29 | 27 | +2   |
| 7    | Apollon Limassol        | 18  | 20 | 5  | 8  | 7  | 39 | 42 | -3   |
| 8    | Olympiakos Nicosie      | 16  | 20 | 5  | 6  | 9  | 26 | 35 | -9   |
| 9    | EPA Larnaca             | 14  | 20 | 5  | 4  | 11 | 31 | 50 | -19  |
| 10   | Orfeas Nicosie P        | 14  | 20 | 5  | 4  | 11 | 17 | 32 | -15  |
| 11   | Aris Limassol           | 12  | 20 | 4  | 4  | 12 | 27 | 51 | -24  |

|  | Vainqueur du championnat de Chypre 1959-1960                                           |
|  | Relégation directe en deuxième division                                                |
|  | T : Tenant du titre C : Vainqueur de la Coupe de Chypre P : Promu de deuxième division |

## Bilan de la saison
| Championnat de Chypre de football 1959-1960 |                                  |
| Champion                                    | Anorthosis Famagouste (4e titre) |
| Coupes et trophées                          |                                  |
| Vainqueur de la Coupe de Chypre 1959-1960   | Non disputée                     |
| Promotions et relégations                   |                                  |
| Promus en Cypriot First Division            | AYMA Nicosie Alki Larnaca        |
| Relégués en Cypriot Second Division         | Aucun (passage de 11 à 13 clubs) |